# Zheng’an (köpinghuvudort i Kina, Liaoning Sheng, lat 41,70, long 121,93)
Zheng'an (kinesiska: 正安, 正安镇) är en köpinghuvudort i Kina. Den ligger i provinsen Liaoning, i den nordöstra delen av landet, omkring 120 kilometer väster om provinshuvudstaden Shenyang. Antalet invånare är 26 083. Befolkningen består av 12 766 kvinnor och 13 317 män. Barn under 15 år utgör 14,0 %, vuxna 15-64 år 76 %, och äldre över 65 år 9,0 %.
Runt Zheng'an är det tätbefolkat, med 297 invånare per kvadratkilometer. Närmaste större samhälle är Beizhen, 16,4 km sydväst om Zheng'an. Trakten runt Zheng'an består till största delen av jordbruksmark.
Genomsnittlig årsnederbörd är 756 millimeter. Den regnigaste månaden är juli, med i genomsnitt 187 mm nederbörd, och den torraste är januari, med 5 mm nederbörd.